# Jossie Graumann
Jossie Graumann (voller Name: Jossie Marie Joelle Graumann; * 18. März 1994 in Port-au-Prince, Haiti) ist eine deutsche Leichtathletin, die sich auf den Hochsprung spezialisiert hat. Sie bestreitet auch Sprints.

## Berufsweg
Graumann machte 2016 Abitur und studiert seit dem Wintersemester 2016/17 Grundschulpädagogik (B.A.) an der Humboldt-Universität zu Berlin.

## Sportliche Laufbahn
Jossie Graumann turnte zunächst, spielte später Basketball, ehe sie durch eine Nachbarin, mit deren Töchtern sie immer im Garten spielte, zur Leichtathletik fand.
2010 kam sie bei den Deutschen U18-Meisterschaften im Hochsprung auf den 4. Platz und war 2011 Deutsche U18-Vizemeisterin.
2012 belegte Graumann bei den Deutschen Jugendhallenmeisterschaften als auch bei den Deutschen U20-Meisterschaften im Hochsprung jeweils den 4. Platz.
2013 war ihr bis dahin erfolgreichstes Hochsprungjahr. Bei den Deutschen Meisterschaften schaffte es Graumann auf den 6. Platz und jeweils auf den 3. Platz bei den Deutschen U20-Meisterschaften sowie den Deutschen U23-Meisterschaften.
2014 zeigte sich ihre Beständigkeit im Hochsprung mit einem 4. Platz bei den Deutschen Hallenmeisterschaften, einem 3. Platz bei den Deutschen U23-Meisterschaften und einem 7. Platz bei den Deutschen Meisterschaften.
2015 wurde Graumann Deutsche U23-Vizemeisterin, kam bei den U23-Europameisterschaften auf den 4. Platz und belegte bei den Deutschen Meisterschaften den 5. Platz.
2016 steigerte sich Graumann weiter und bestieg erstmals das Treppchen bei den Deutschen Meisterschaften, indem sie mit 1,84 m den 3. Platz holte. Bei der „DLV-Olympiaverabschiedung“ am 29. Juli in Mannheim-Feudenheim stellte sie eine persönliche Freiluftbestleistung mit 1,90 m auf.
2017 wurde Graumann Deutsche Hallenvizemeisterin mit 1,89 m. Schon im Januar hatte sie beim Hallen-Hochsprung-Meeting in Unna mit persönlicher Bestleistung von 1,92 m die Norm zur Teilnahme an den Halleneuropameisterschaften in Belgrad erfüllt. Dort kam sie mit Einstellung ihrer persönlichen Bestleistung von 1,92 m auf den 5. Platz. Im Mai wurde sie Deutsche Hochschulvizemeisterin. Am 11. Juni verbesserte Graumann in Regensburg auch ihre Freiluftbestleistung auf ebenfalls 1,92 m. In Erfurt wurde sie mit 1,90 m Deutsche Vizemeisterin. Mitte Juli nominierte sie der Allgemeine Deutsche Hochschulsportverband (adh) für die Sommer-Universiade in Taipeh, wo sie mit 1,88 m auf den vierten Platz kam.
2018 verzichtete Graumann nach einem Bänderriss im Sprungfuß auf die Hallensaison und konzentrierte sich auf die Heimeuropameisterschaften in Berlin. Beim Athletics World Cup in London erreichte sie den vierten Platz. Bei den Deutschen Meisterschaften belegte sie nach Ansicht des Leichtathletikweltverbandes den Bronzerang, für den DLV kam sie hinter Katarina Mögenburg, die jedoch international für Norwegen startet, auf den vierten Platz.
2019 belegte Graumann bei den Deutschen Hallenmeisterschaften Platz zwölf. Bei den Deutschen Hochschulmeisterschaften wurde sie Vierte. Sie wurde ins Aufgebot für die Sommer-Universiade in Neapel berufen, musste jedoch verletzungsbedingt auf eine Teilnahme verzichten, da sie sich einen Riss der Achillessehne zugezogen hatte.

## Vereinszugehörigkeit
Graumann war bis 2012 beim TV Konstanz und startet seitdem für die LG Nord Berlin/SC Tegeler Forst (Stammverein).

## Trivia
Jossie Graumann wurde auf Haiti geboren und als Dreijährige adoptiert.

## Bestleistungen
(Stand: 3. Mai 2021)
Halle
- 60 m: 7,85 s (Berlin, 20. Januar 2019)
- Hochsprung: 1,92 m (Unna, 22. Januar 2017)

Freiluft
- 100 m: 12,36 s (−0,2 m/s) (Hamburg, 7. Juli 2018)
- Hochsprung: 1,92 m (Regensburg, 11. Juni 2017)

## Erfolge
national
- 2010: 4. Platz Deutsche U18-Meisterschaften (Hochsprung)
- 2011: 13. Platz Deutsche Jugendhallenmeisterschaften (Hochsprung)
- 2011: Deutsche U18-Vizemeisterin (Hochsprung)
- 2012: 4. Platz Deutsche Jugendhallenmeisterschaften (Hochsprung)
- 2012: 4. Platz Deutsche U20-Meisterschaften (Hochsprung)
- 2013: 6. Platz Deutsche Meisterschaften (Hochsprung)
- 2013: 3. Platz Deutsche U20-Meisterschaften (Hochsprung)
- 2013: 3. Platz Deutsche U23-Meisterschaften (Hochsprung)
- 2014: 4. Platz Deutsche Hallenmeisterschaften (Hochsprung)
- 2014: 3. Platz Deutsche U23-Meisterschaften (Hochsprung)
- 2014: 7. Platz Deutsche Meisterschaften (Hochsprung)
- 2015: Deutsche U23-Vizemeisterin (Hochsprung)
- 2015: 5. Platz Deutsche Meisterschaften (Hochsprung)
- 2016: 7. Platz Deutsche Hallenmeisterschaften (Hochsprung)
- 2016: 3. Platz Deutsche Meisterschaften (Hochsprung)
- 2016: Deutsche U23-Meisterin (Hochsprung)
- 2017: Deutsche Hallenvizemeisterin (Hochsprung)
- 2017: Deutsche Hochschulvizemeisterin
- 2017: Deutsche Vizemeisterin (Hochsprung)
- 2018: 3.[1] Platz Deutsche Meisterschaften (Hochsprung)
- 2019: 12. Platz Deutschen Hallenmeisterschaften (Hochsprung)
- 2019: 4. Platz Deutsche Hochschulmeisterschaften (Hochsprung)

international
- 2013: Qualifikation U20-Europameisterschaften (Hochsprung)
- 2015: 4. Platz U23-Europameisterschaften (Hochsprung)
- 2017: 5. Platz Halleneuropameisterschaften (Hochsprung)
- 2017: 4. Platz Sommer-Universiade (Hochsprung)